# Fed Cup de 2014
A Fed Cup de 2014 foi a 52ª edição do mais importante torneio entre países do tênis feminino.

## Grupo Mundial
Oito equipes disputaram o título em três rodadas eliminatórias.
|  |                                            |                                  |                                  |                                       |   |                             |                              |                             |  |  |                         |                         |                         |
|  | Primeira fase 8 e 9 de fevereiro           | Primeira fase 8 e 9 de fevereiro | Primeira fase 8 e 9 de fevereiro |                                       |   | Semifinais 19 e 20 de abril | Semifinais 19 e 20 de abril  | Semifinais 19 e 20 de abril |  |  | Final 8 e 9 de novembro | Final 8 e 9 de novembro | Final 8 e 9 de novembro |
|  | Primeira fase 8 e 9 de fevereiro           | Primeira fase 8 e 9 de fevereiro | Primeira fase 8 e 9 de fevereiro |                                       |   | Semifinais 19 e 20 de abril | Semifinais 19 e 20 de abril  | Semifinais 19 e 20 de abril |  |  | Final 8 e 9 de novembro | Final 8 e 9 de novembro | Final 8 e 9 de novembro |
|  | Cleveland, Estados Unidos – duro (coberto) |                                  |                                  |                                       |   |                             |                              |                             |  |  |                         |                         |                         |
|  |                                            |                                  |                                  |                                       |   |                             |                              |                             |  |  |                         |                         |                         |
|  | 1                                          | Itália                           | 3                                |                                       |   |                             |                              |                             |  |  |                         |                         |                         |
|  | 1                                          | Itália                           | 3                                | Ostrava, Rep. Tcheca – duro (coberto) |   |                             |                              |                             |  |  |                         |                         |                         |
|  |                                            | Estados Unidos                   | 1                                |                                       |   |                             |                              |                             |  |  |                         |                         |                         |
|  |                                            | Estados Unidos                   | 1                                |                                       | 1 | Itália                      | 0                            |                             |  |  |                         |                         |                         |
|  | Sevilha, Espanha – saibro                  |                                  |                                  |                                       | 1 | Itália                      | 0                            |                             |  |  |                         |                         |                         |
|  |                                            |                                  | 3                                | República Checa                       | 4 |                             |                              |                             |  |  |                         |                         |                         |
|  |                                            | Espanha                          | 3                                | República Checa                       | 4 | 2                           |                              |                             |  |  |                         |                         |                         |
|  |                                            | Espanha                          |                                  |                                       |   | 2                           | Praga, Rep. – duro (coberto) |                             |  |  |                         |                         |                         |
|  | 3                                          | República Checa                  | 3                                |                                       |   |                             |                              |                             |  |  |                         |                         |                         |
|  | 3                                          | República Checa                  | 3                                |                                       |   | 3                           | República Checa              | 3                           |  |  |                         |                         |                         |
|  | Bratislava, Eslováquia – duro (coberto)    |                                  |                                  |                                       |   | 3                           | República Checa              | 3                           |  |  |                         |                         |                         |
|  |                                            |                                  |                                  | Alemanha                              | 1 |                             |                              |                             |  |  |                         |                         |                         |
|  | 4                                          | Eslováquia                       | 1                                | Alemanha                              | 1 |                             |                              |                             |  |  |                         |                         |                         |
|  | 4                                          | Eslováquia                       | 1                                | Brisbane, Austrália – duro            |   |                             |                              |                             |  |  |                         |                         |                         |
|  |                                            | Alemanha                         | 3                                |                                       |   |                             |                              |                             |  |  |                         |                         |                         |
|  |                                            | Alemanha                         | 3                                |                                       |   | Alemanha                    | 3                            |                             |  |  |                         |                         |                         |
|  | Hobart, Austrália – duro                   |                                  |                                  |                                       |   | Alemanha                    | 3                            |                             |  |  |                         |                         |                         |
|  |                                            |                                  |                                  | Austrália                             | 1 |                             |                              |                             |  |  |                         |                         |                         |
|  |                                            | Austrália                        | 4                                | Austrália                             | 1 |                             |                              |                             |  |  |                         |                         |                         |
|  |                                            | Austrália                        | 4                                |                                       |   |                             |                              |                             |  |  |                         |                         |                         |
|  | 2                                          | Rússia                           | 0                                |                                       |   |                             |                              |                             |  |  |                         |                         |                         |
|  | 2                                          | Rússia                           | 0                                |                                       |   |                             |                              |                             |  |  |                         |                         |                         |

## Grupo Mundial II
Segunda divisão da Fed Cup. As equipes vencedoras vão para a Repescagem do Grupo Mundial, enquanto que as perdedoras, para a Repescagem do Grupo Mundial II.
Datas: 8 e 9 de fevereiro.
| Cidade       | Piso           | Equipe mandante | Equipe visitante | Resultado |
| ------------ | -------------- | --------------- | ---------------- | --------- |
| Montreal     | duro (coberto) | Canadá          | Sérvia (1)       | 3–1       |
| Borås        | duro (coberto) | Suécia (3)      | Polónia          | 2–3       |
| Paris        | duro (coberto) | França          | Suíça (4)        | 3–2       |
| Buenos Aires | saibro         | Argentina       | Japão (2)        | 3–1       |

## Repescagem do Grupo Mundial
As equipes perdedoras da primeira rodada do Grupo Mundial enfrentam as vencedoras do Grupo Mundial II por um lugar na primeira divisão do ano seguinte.
Datas: 19 e 20 de abril.
| Cidade    | Piso             | Equipe mandante    | Equipe visitante | Resultado |
| --------- | ---------------- | ------------------ | ---------------- | --------- |
| Sóchi     | saibro (coberto) | Rússia (1)         | Argentina        | 4–0       |
| Quebec    | duro (coberto)   | Canadá             | Eslováquia (2)   | 3–1       |
| St. Louis | duro (coberto)   | Estados Unidos (3) | França           | 2–3       |
| Barcelona | saibro           | Espanha (4)        | Polónia          | 2–3       |

- Rússia permanecerá no Grupo Mundial em 2015.
- Canadá,  França e  Polónia foram promovidas e disputarão o Grupo Mundial em 2015.
- Argentina permanecerá no Grupo Mundial II em 2015.
- Eslováquia,  Espanha e  Estados Unidos foram rebaixadas e disputarão o Grupo Mundial II em 2015.

## Repescagem do Grupo Mundial II
As equipes perdedoras do Grupo Mundial II enfrentam as vencedoras dos zonais do Grupo I - duas da Europa/África, uma da Ásia/Oceania e uma das Américas.
Datas: 19 e 20 de abril.
| Cidade           | Piso             | Equipe mandante | Equipe visitante | Resultado |
| ---------------- | ---------------- | --------------- | ---------------- | --------- |
| Bucareste        | saibro           | Roménia         | Sérvia (1)       | 4–1       |
| 's-Hertogenbosch | saibro (coberto) | Países Baixos   | Japão (2)        | 3–2       |
| Lidecopinga      | duro (coberto)   | Suécia (3)      | Tailândia        | 4–0       |
| Catanduva        | saibro           | Brasil          | Suíça (4)        | 1–4       |

- Suécia e  Suíça permanecerão no Grupo Mundial II em 2015.
- Países Baixos e  Roménia foram promovidas e disputarão o Grupo Mundial II em 2015.
- Brasil e  Tailândia permanecerão nos respectivos zonais em 2015.
- Japão e  Sérvia foram rebaixadas e disputarão os respectivos zonais em 2015.

## Zonal das Américas
Os jogos de cada grupo acontecem ao longo de uma semana em sede única, previamente definida.

### Grupo I
a) Round robin: todas contra todas em seus grupos (2);
b) Eliminatórias: primeira colocada contra primeira (a vencedora joga a Repescagem do Grupo Mundial II); última de um grupo contra penúltima de outro, e vice-versa (as perdedoras são rebaixadas para o grupo II do zonal).
Datas: 5 a 8 de fevereiro.
Repescagem de promoção
| Cidade  | Piso   | Equipe 1 | Equipe 2 | Resultado |
| ------- | ------ | -------- | -------- | --------- |
| Lambaré | saibro | Paraguai | Brasil   | 0–2       |

- Brasil disputará a Repescagem do Grupo Mundial II.
- Equador e  Bahamas foram rebaixadas e disputarão o Grupo II em 2015.

### Grupo II
a) Round robin: todas contra todas em seus grupos (4);
b) Eliminatórias: em dois jogos cada segmento, primeiras colocadas contra primeiras (as vencedoras são promovidas para o grupo I do zonal), segundas contra segundas (decisão do 5º ao 8º lugar) e terceiras contra terceiras (decisão do 9º ao 12º lugar).
Datas: 7 a 12 de abril.
Repescagem de promoção
| Cidade  | Piso | Equipe 1             | Equipe 2   | Resultado |
| ------- | ---- | -------------------- | ---------- | --------- |
| Humacao | duro | República Dominicana | Bolívia    | 1–2       |
| Humacao | duro | Chile                | Costa Rica | 2–0       |

- Bolívia e  Chile foram promovidas e disputarão o Grupo I em 2015.

## Zonal da Ásia e Oceania
Os jogos de cada grupo acontecem ao longo de uma semana em sede única, previamente definida.

### Grupo I
a) Round robin: todas contra todas em seus grupos (2);
b) Eliminatórias: primeira colocada contra primeira (a vencedora joga a Repescagem do Grupo Mundial II), segunda contra segunda (decisão do 3º e 4º lugar) e última contra última (a perdedora é rebaixada para o grupo II do zonal).
Datas: 5 a 8 de fevereiro.
Repescagem de promoção
| Cidade | Piso           | Equipe 1  | Equipe 2    | Resultado |
| ------ | -------------- | --------- | ----------- | --------- |
| Astana | duro (coberto) | Tailândia | Uzbequistão | 2–1       |

- Tailândia disputará a Repescagem do Grupo Mundial II.
- Indonésia foi rebaixada e disputará o Grupo II em 2015.

### Grupo II
a) Round robin: todas contra todas em seus grupos (4);
b) Eliminatórias: semifinais e final em cada segmento. Primeiras colocadas contra primeiras (a vencedora é promovida para o grupo I do zonal), segundas contra segundas (decisão do 5º ao 8º lugar) e terceiras contra terceiras (decisão do 9º ao 12º lugar).
Datas: 4 a 8 de fevereiro.
Repescagem de promoção
| Cidade | Piso           | Equipe 1  | Equipe 2  | Resultado |
| ------ | -------------- | --------- | --------- | --------- |
| Astana | duro (coberto) | Hong Kong | Filipinas | 2–1       |

- Hong Kong foi promovida e disputará o Grupo I em 2015.

## Zonal da Europa e África
Os jogos de cada grupo acontecem ao longo de uma semana em sede única, previamente definida.

### Grupo I
a) Round robin: todas contra todas em seus grupos (4);
b) Eliminatórias: em dois jogos cada segmento, primeiras colocadas contra primeiras (as vencedoras jogam a Repescagem do Grupo Mundial II), segundas contra segundas (decisão do 5º ao 8º lugar), terceiras contra terceiras (decisão do 9º ao 12º lugar) e últimas contra últimas (as perdedoras são rebaixadas para o grupo II do zonal).
Datas: 4 a 9 de fevereiro.
Repescagem de promoção
| Cidade    | Piso           | Equipe 1      | Equipe 2     | Resultado |
| --------- | -------------- | ------------- | ------------ | --------- |
| Budapeste | duro (coberto) | Países Baixos | Bielorrússia | 2–0       |
| Budapeste | duro (coberto) | Roménia       | Ucrânia      | 2–0       |

- Países Baixos e  Roménia disputarão a Repescagem do Grupo Mundial II.
- Eslovénia e  Luxemburgo foram rebaixadas e disputarão o Grupo II em 2015.

### Grupo II
a) Round robin: todas contra todas em seus grupos (2);
b) Eliminatórias: primeira de um grupo contra segunda de outro, e vice-versa (as vencedoras são promovidas para o grupo I do zonal); e penúltima de um grupo contra última de outro, e vice-versa (as perdedoras são rebaixadas para o grupo III do zonal).
Datas: 16 a 19 de abril.
Repescagem de promoção
| Cidade   | Piso           | Equipe 1      | Equipe 2             | Resultado |
| -------- | -------------- | ------------- | -------------------- | --------- |
| Šiauliai | duro (coberto) | Liechtenstein | Bósnia e Herzegovina | 2–0       |
| Šiauliai | duro (coberto) | Finlândia     | Geórgia              | 1–2       |

- Geórgia e  Liechtenstein foram promovidas e disputarão o Grupo I em 2015.
- Lituânia e  Montenegro foram rebaixadas e disputarão o Grupo III em 2015.

### Grupo III
a) Round robin: todas contra todas em seus grupos (4);
b) Eliminatórias: em dois jogos cada segmento, primeiras colocadas contra primeiras (as vencedoras são promovidas para o grupo II do zonal), segundas contra segundas (decisão do 5º ao 8º lugar) e terceiras contra terceiras (decisão do 9º ao 12º lugar).
Datas: 5 a 8 de fevereiro.
Repescagem de promoção
| Cidade  | Piso           | Equipe 1 | Equipe 2  | Resultado |
| ------- | -------------- | -------- | --------- | --------- |
| Tallinn | duro (coberto) | Estónia  | Dinamarca | 2–0       |
| Tallinn | duro (coberto) | Grécia   | Irlanda   | 1–2       |

- Estónia e  Irlanda foram promovidas e disputarão o Grupo II em 2015.